# Effets du changement climatique sur le cycle de l'eau

Les phénomènes météorologiques extrêmes (fortes pluies, sécheresses, vagues de chaleur) sont l'une des conséquences des effets du changement climatique sur le cycle de l'eau
.

Les effets du changement climatique sur le cycle de l’eau sont profonds et ont été décrits comme une intensification ou un renforcement du cycle de l’eau (également appelé cycle hydrologique). Ces effets sont reconnus par l'ensemble de la communauté scientifique,, et ont été observés depuis au moins 1980. Cependant, ses conséquences sont diverses et difficiles à quantifier avec précision. Le rapport du Groupe d'experts intergouvernemental sur l'évolution du climat (GIEC) sur le changement climatique et l'eau de 2008 établit un lien entre les futures projections climatiques et la vulnérabilité de la ressource en eau douce. Le réchauffement observé au cours des dernières décennies est relié aux changements survenus dans le cycle de l'eau à grande échelle : augmentation de la teneur en vapeur d’eau de l’atmosphère, évolution de l'intensité et des extrêmes des précipitations, diminution de la couverture neigeuse, fonte des glaciers accrue, modification de l’humidité du sol et ruissellement.
Plusieurs caractéristiques inhérentes du cycle de l'eau ont le potentiel de provoquer des changements brusques. Cependant, la probabilité que de tels changements se produisent au cours du 21e siècle est actuellement considérée comme faible:1148.

## Aperçu

Le cycle de l'eau

Le réchauffement de la Terre entraîne une intensification du cycle énergétique dans son système climatique, ce qui provoque des changements dans le cycle global de l'eau,. Il s’agit en premier lieu d’une augmentation de la pression de vapeur d’eau dans l’atmosphère. Cela entraîne des changements dans la fréquence et l'intensité des précipitations. Mais également des variations de l’humidité du sol et des eaux souterraines. Pris ensemble, ces mutations sont souvent qualifiées d’intensification et d’accélération du cycle de l’eau. Les processus clés amplifiés sont les sécheresses, les inondations, les cyclones tropicaux, le recul des glaciers, la couverture neigeuse, les inondations dues aux embâcles de glace et les phénomènes météorologiques extrêmes.
La quantité croissante de gaz à effet de serre dans l’atmosphère provoque un réchauffement supplémentaire de la troposphère. La pression de vapeur saturante de l’air augmente avec la température (l’air plus chaud peut contenir plus de vapeur d’eau). Les transferts de chaleur vers les surfaces terrestres, océaniques et glacées favorisent en outre une évaporation accrue. Dès lors, la quantité de vapeur d’eau plus importante dans la troposphère augmente la fréquence d’événements pluvieux plus intenses.
La relation entre la température et la pression de vapeur saturante est décrite par l'équation de Clausius-Clapeyron. Cette loi stipule qu'un réchauffement de l'atmosphère entraîne une augmentation de la concentration en vapeur d'eau dans celle-ci. Les simulations et observations confirment une augmentation thermodynamique de la vapeur d'eau proche de 7 %/°C à basse altitude lorsqu'elle est moyennée à l'échelle mondiale,. Le cinquième rapport d'évaluation du GIEC conclut que la vapeur d'eau troposphérique a augmenté de 3,5 % au cours des 40 dernières années, ce qui est cohérent avec l'augmentation de température observée de 0,5 °C.
L’influence humaine sur le cycle de l’eau peut être observée en analysant la salinité à la surface de l’océan et les modèles de « précipitations moins évaporation (P–E) » au-dessus de l’océan. Les deux critères présentent des résultats élevés. Des recherches publiées en 2012 sur la salinité à la surface des océans au cours de la période 1950 à 2000 confirment la projection d'un cycle mondial de l'eau intensifié, les zones salées devenant plus salées et les zones plus douces devenant plus douces au cours de cette période. Le GIEC indique qu'il existe un degré de confiance élevé sur l'intensification des cyclones, du transport d'humidité atmosphérique et des fortes précipitations.
Cependant, les modèles climatiques ont des difficultés à simuler efficacement le cycle de l’eau. L’une des raisons est la nature intermittente des précipitations. Les scientifiques ont établi que la fréquence et l'intensité des précipitations sont plus représentatives des phénomènes extrêmes. Cependant, ils sont difficiles à calculer dans les modèles climatiques.

## Observations et prévisions

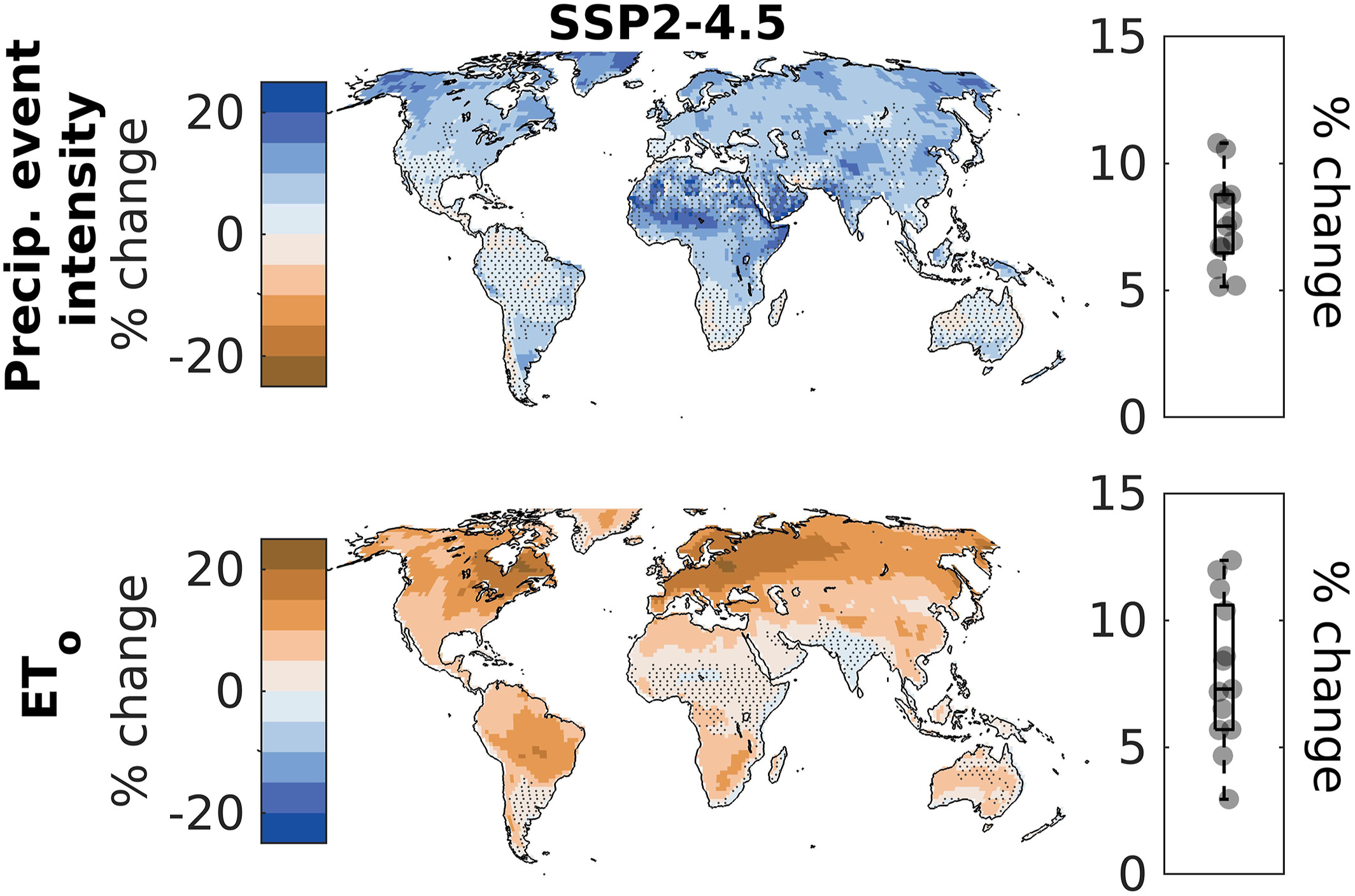
Changements prévus dans l'intensité des précipitations et l'évapotranspiration dans le scénario SSP2-4.5.

Depuis le milieu du XXe siècle, le changement climatique a entraîné des modifications observables du cycle global de l’eau. Le sixième rapport d’évaluation du GIEC de 2021 évalue que ces changements continueront de s’accentuer de manière significative au niveau mondial et régional :85.
Le rapport révèle également que les précipitations sur terre ont augmenté depuis 1950, avec une accélération depuis les années 1980 aux latitudes plus élevées. La vapeur d’eau dans l’atmosphère (en particulier dans la troposphère) est présente en plus grande quantité depuis au moins les années 1980. En 2024, l'Organisation météorologique mondiale a publié un rapport indiquant que le changement climatique avait gravement déstabilisé le cycle de l'eau au cours de l'année 2023, provoquant à la fois des précipitations plus fortes et des sécheresses plus prononcées. Selon ce même rapport, les fleuves du monde ont connu leur année la plus sèche depuis au moins 30 ans et de nombreux bassins fluviaux majeurs de la planète se sont asséchés, comme les bassins du Mississippi, de l'Amazone, du Gange, du Brahmapoutre et du Mékong. Pendant trois années consécutives, plus de 50 % des bassins versants mondiaux ont connu des débits fluviaux inférieurs à la normale. Les glaciers ont perdu plus de 600 gigatonnes d’eau, ce qui représente la plus grande perte d’eau des 50 dernières années. C'était la deuxième année consécutive où toutes les régions glaciaires ont connu une perte de glace,.

### Précipitations et phénomènes extrêmes
Les régions situées dans les latitudes les plus élevées (hémisphère nord) verront leurs précipitations augmenter. Des précipitations plus importantes sont déjà observées en Amérique du Nord, en Europe du Nord, en Asie centrale et en Asie du Nord. A l'inverse, les zones subtropicales et la plupart des zones tropicales deviennent plus sèches, avec moins de précipitations. À titre d'exemple, la sécheresse prolongée au Sahel est liée à des changements dans la circulation atmosphérique. Pour les latitudes tropicales, l’exception est la dépression de la mousson pendant la saison des pluies.

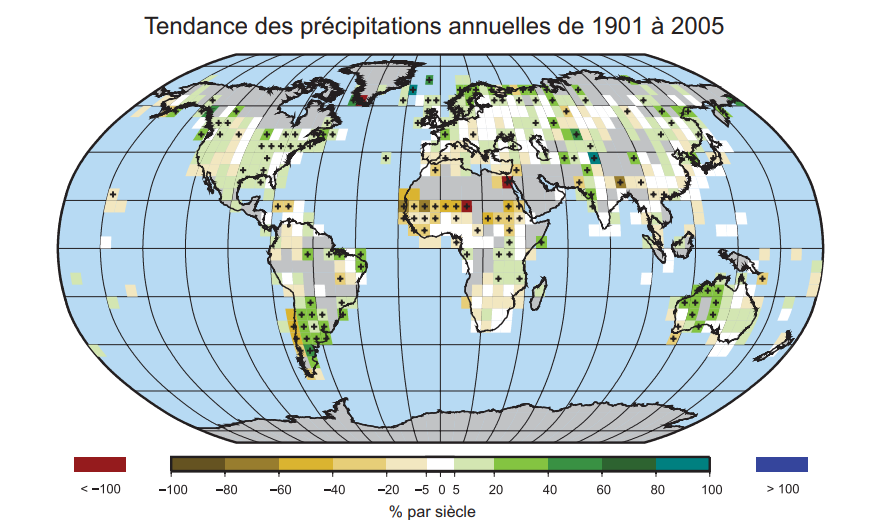
Tendance des précipitations annuelles de 1901 à 2005.

Sur certains territoires, les tempêtes seront plus fréquentes et plus intenses, ce qui augmentera le risque d'inondation. À l'inverse, les régions du globe situées loin des trajectoires des tempêtes vont subir moins de précipitations et vont connaître un risque accru de sécheresse, en durée et sur des territoires de plus en plus vastes. La Méditerranée, l’Afrique australe, l’Asie du Sud et le Sahel connaissent déjà des sécheresses plus longues et plus intenses, observées depuis les années 1970.

#### En France
En France, le changement climatique a des effets avérés sur les pluies intenses, l'enneigement ou encore les sécheresses. Météo France a observé une augmentation des précipitations annuelles dans la moitié nord et une diminution dans la moitié sud. Cela se répercute ainsi sur les débits annuels des cours d'eau de la métropole. Cependant, hormis certaines régions de l'est de la France ou situées à proximité de la Méditerranée, les tendances en matière de précipitations sont généralement peu prononcées et peuvent fluctuer en fonction de la période d'étude prise en compte. 
Le changement climatique se caractérise notamment par une intensification des pluies méditerranéennes en automne, mais avec des été plus secs.

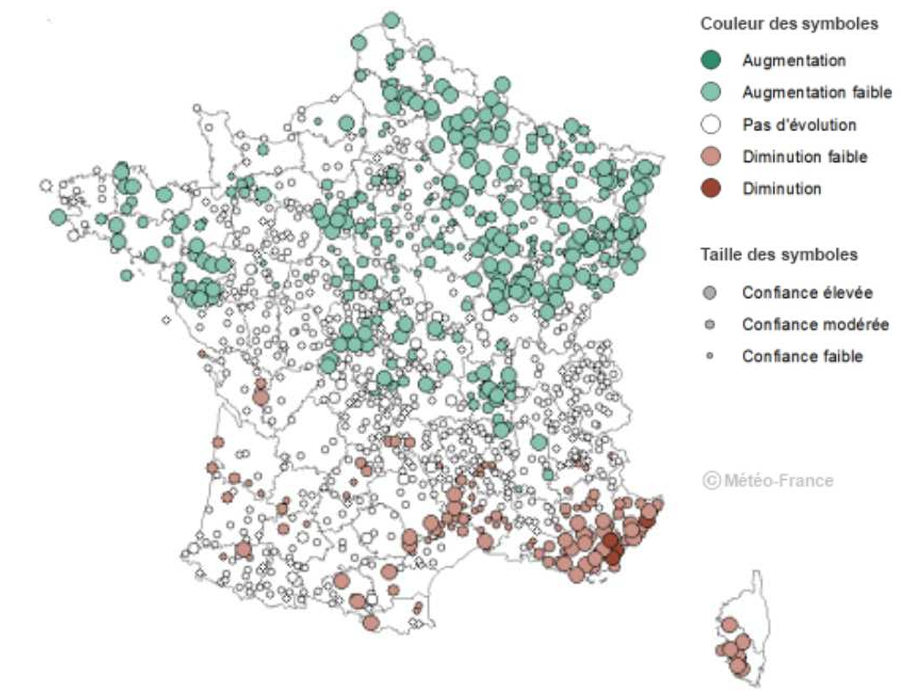
Observation de tendances ponctuelles d’évolutions des cumuls annuels des précipitations sur la période 1969-2009 en France (Météo France).

### Modifications des conditions météorologiques régionales

Changements prévus de l’humidité moyenne du sol pour un scénario de réchauffement climatique de 2°C.

Les conditions météorologiques régionales à travers le monde changent également en raison du réchauffement des océans tropicaux. La zone chaude de l'Indo-Pacifique s'est réchauffée rapidement et s'est étendue au cours des dernières décennies, en grande partie en réponse à l'augmentation des émissions de carbone. Le bassin chaud s'est étendu pour presque doubler sa taille, passant d'une superficie de 22 millions de km2 entre 1900 et 1980 à une superficie de 40 millions de km2 entre 1981 et 2018. Cette expansion a modifié les schémas de précipitations à l’échelle mondiale, en changeant le cycle de l’oscillation julienne de Madden (MJO), qui est le mode de fluctuation météorologique le plus dominant provenant des tropiques.

### Potentiel de changement brutal
Plusieurs caractéristiques du cycle de l’eau sont susceptibles de provoquer des changements soudains du cycle de l’eau. La définition de « changement brutal » est  la suivante : un changement d’échelle régionale à mondiale dans le système climatique qui se produit plus rapidement que par le passé, indiquant que la réponse climatique n’est pas linéaire :1148. Il peut y avoir des « transitions rapides entre les états humides et secs » en raison d’interactions non linéaires entre l’océan, l’atmosphère et la surface terrestre.
Par exemple, un effondrement de la circulation méridionale de retournement de l’Atlantique (AMOC), pourrait avoir des répercussions régionales importantes sur le cycle de l’eau. Le déclenchement ou l'arrêt d'une modification du rayonnement solaire pourrait également entraîner des changements brusques dans le cycle de l’eau:1151. Le cycle de l'eau pourrait également réagir brusquement aux modifications de la surface terrestre : la déforestation et l’assèchement de l’Amazonie, le verdissement du Sahara et du Sahel, l’amplification de la sécheresse par la poussière sont autant de processus qui pourraient y contribuer.
La compréhension scientifique de la probabilité de changements aussi brusques dans le cycle de l’eau n’est pas encore claire. Des changements soudains dans le cycle de l’eau dus à l’activité humaine sont une possibilité qui ne peut être exclue, compte tenu des connaissances scientifiques actuelles. Cependant, la probabilité que de tels mutations se produisent au cours du 21e siècle est actuellement considérée comme faible:72.

## Océans

### Changements de la salinité des océans

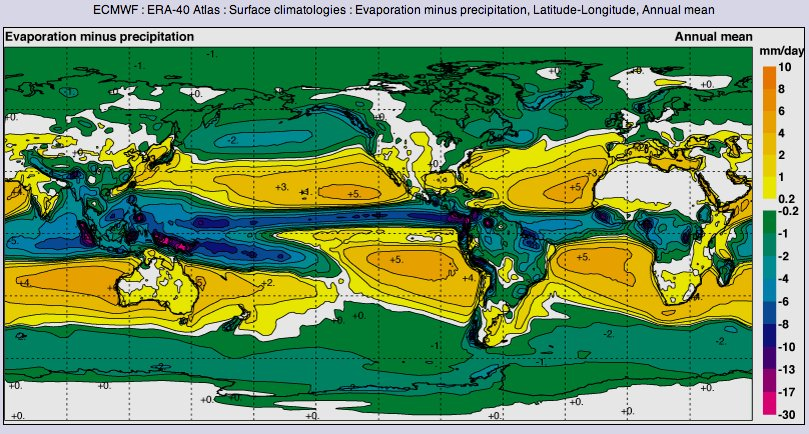
Distribution moyenne annuelle des précipitations moins l'évaporation. Les régions autour de l'équateur sont dominées par les précipitations, alors que les régions subtropicales sont principalement dominées par l'évaporation.

En raison du réchauffement climatique et de la fonte accrue des glaciers, les schémas de circulation thermohaline peuvent être modifiés. Cela est dû notamment à l’augmentation des quantités d’eau douce arrivant dans les océans et, par conséquent, à la modification de la salinité. La circulation thermohaline est responsable de la remontée d'eau froide et riche en nutriments depuis les profondeurs de l'océan, un processus connu sous le nom de remontée d'eau.
L’eau de mer est composée d’eau douce et de sel. La salinité correspond à la concentration de sel dans l’eau de mer. Le sel ne s’évaporant pas, les précipitations et l’évaporation de l’eau douce influencent fortement sa concentration. Les changements dans le cycle de l'eau influencent donc fortement les mesures de salinité en surface des océans.
La salinité océanique n’est pas répartie de manière homogène sur le globe ; il existe des différences régionales qui montrent une tendance claire. Les régions tropicales sont faiblement salées, car les précipitations y sont prépondérantes. A l'inverse, les régions subtropicales sont plus salées, car elles sont dominées par l'évaporation ; ces régions sont également connues sous le nom de « latitudes désertiques ». Les latitudes proches des pôles sont à nouveau moins salées, présentant les valeurs de salinité les plus faibles. Cela est dû à un phénomène d'évaporation marginal, et une grande quantité d’eau douce entrant vers l’océan Arctique, provenant de la fonte des glaciers.
Les observations à long terme montrent une tendance claire : les dynamiques mondiales en matière de salinité s'amplifient,. Cela signifie que les régions à forte salinité sont devenues plus salées, suggérant une évaporation plus importante, et les régions à faible salinité moins salées, indiquant une intensification des précipitations,.

#### Techniques de mesure et de modélisation

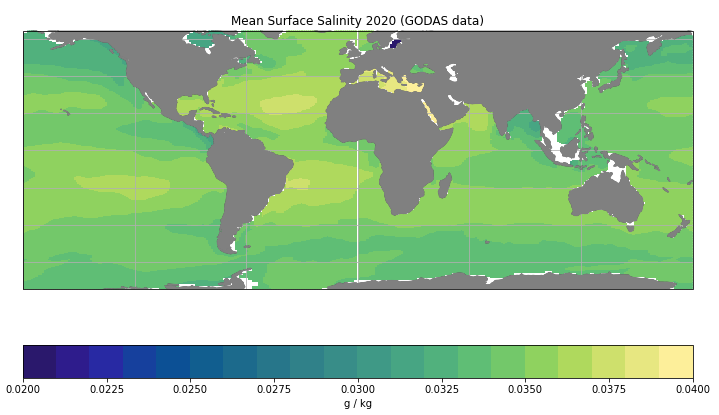
Tendance globale de la salinité à la surface des océans. Les régions subtropicales dominées par l’évaporation sont relativement salines. Les tropiques et les latitudes plus élevées sont moins salines.

L'avantage d'utiliser la salinité de surface est qu'elle est bien documentée depuis 50 ans, par exemple grâce à des systèmes de mesure in situ comme ARGO. Un autre avantage est que la salinité océanique est stable sur des échelles de temps très longues, ce qui rend les petits changements dus au forçage anthropique plus faciles à suivre.
Pour étudier plus en détail la relation entre la salinité des océans et le cycle de l’eau, les modèles jouent un rôle important pour la recherche en cours. Les modèles de circulation générale (GCM) et plus récemment les modèles de circulation générale atmosphère-océan (AOGCM) simulent les circulations globales et les variations, tels que l'intensification du cycle de l'eau. Les résultats de plusieurs études basées sur de tels modèles soutiennent la relation entre les changements de salinité de surface et les modèles d'amplification des précipitations moins l'évaporation,.
Une mesure permettant de capturer la différence de salinité entre les régions à forte et faible salinité dans les 2 000 premiers mètres de l’océan est capturée dans la mesure SC2000. Mais cette tendance s’accélère, puisqu’elle a augmenté de 1,9 % (± 0,6 %) de 1960 à 1990 et de 3,3 % (± 0,4 %) de 1991 à 2017. L’amplification est plus faible sous la surface. En effet, le réchauffement des océans augmente la stratification près de la surface, la couche de subsurface étant toujours en équilibre avec le climat plus froid. L'amplification en surface est donc plus forte que ne le prévoyaient les anciens modèle.
Un instrument embarqué sur le satellite SAC-D Aquarius, lancé en juin 2011, a mesuré la salinité de la surface de la mer à l'échelle mondiale,.
Entre 1994 et 2006, les observations par satellite ont montré une augmentation de 18 % du flux d'eau douce dans les océans du monde, en partie due à la fonte des calottes glaciaires, en particulier au Groenland, mais aussi avec l'augmentation des précipitations.

#### La salinité, preuve de changements dans le cycle de l'eau
Les processus essentiels du cycle de l’eau sont la précipitation et l’évaporation. La quantité locale de précipitations moins l'évaporation (souvent notée PE) montre l'influence locale du cycle de l'eau. Les changements dans l'ampleur de l'EP sont souvent utilisés pour montrer les variations dans le cycle de l'eau. Mais les conclusions fiables sur les changements dans la quantité de précipitations et d’évaporation sont complexes. Effectivement, environ 85 % de l'évaporation de la Terre et 78 % des précipitations se produisent à la surface de l'océan, où les mesures sont difficiles,. Les précipitations, quant à elles, ne font l'objet d'observations précises à long terme que sur des surfaces terrestres où la quantité de pluie peut être mesurée localement (in situ). L'évaporation, en revanche, ne fait l'objet d'aucune observation précise à long terme. Cela ne permet pas de tirer de conclusions sûres à propos des changements survenus depuis la révolution industrielle. Le cinquième rapport d'évaluation du GIEC n’attribue qu’une faible confiance aux changements de précipitations avant 1951, et une confiance moyenne après 1951, en raison de la rareté des données. Ces écarts sont attribués à l’influence humaine, mais seulement avec un degré de confiance moyen.

### Remontée du niveau marin
Selon la synthèse 2019 du GIEC, la hausse du niveau de la mer observée depuis la fin du XXe siècle est pour l'essentiel une conséquence du réchauffement climatique, dont l'étude ne peut être séparée de celui-ci.
Selon la synthèse des connaissances scientifiques publiée en 2021 par le GIEC, le niveau de la mer a augmenté de 0,20 m (intervalle de confiance très probable : 0,15 à 0,25 m) entre 1901 et 2018. Le rythme de hausse de niveau de la mer s'accélère. Selon la synthèse de 2021 du GIEC, la vitesse d'augmentation du niveau de la mer était de 1,3 mm/an (intervalle de confiance très probable : 0,6 à 2,1 mm/an) entre 1901 et 1971, elle a augmenté à 1,9 mm/an (intervalle de confiance très probable : 0,8 à 2,9 mm/an) entre 1971 et 2006, puis à 3,7 mm/an (intervalle de confiance très probable : 3,2 à 4,2 mm/an) entre 2006 et 2018. Fin 2022, un rapport de l'Organisation météorologique mondiale indique que le niveau eustatique a monté d'un centimètre en moins de trois ans, le rythme annuel ayant doublé depuis 1993.
Les données des satellites tendent à indiquer une accélération de l'élévation du niveau de la mer plus importante que celle déterminée à partir des mesures des marégraphes. La mesure de l'accélération de la hausse du niveau de la mer est complexe car les mesures, que ce soient celles des marégraphes ou des satellites, sont perturbées par de nombreux paramètres.

## Eaux de surface

### Cours d'eau
Le changement climatique a une incidence sur les ruisseaux et les fleuves. Les effets observés seront une élévation de la température de l'eau et une modification des débits. La quantité et la qualité des eaux sera perturbées,.
Les effets du changement climatique sur les cours d'eau varieront probablement considérablement en fonction de la latitude. Les rivières des zones tempérées seront principalement affectées par les fluctuations de température, tandis que les variations saisonnières et la quantité des précipitations pourraient avoir des impacts importants sur les rivières des régions tropicales.
La qualité des eaux des cours d'eau est également menacée, aussi bien dans le cas de sécheresses que pour des précipitations importantes. En effet, lorsque le débit est faible, les concentrations de certains contaminants dans les rivières seront plus élevées car il y a moins d'eau pour les diluer. Après une sécheresse, une inondation peut faire en sorte que le bassin versant rejette les contaminants qu’il a absorbés. Le cas s'est produit avec la rivière Potomac, lors de la sécheresse de 2002, suivie d'une inondation une année après. Cela a eu des répercussions en aval sur la baie de Chesapeake.
Pendant les périodes sèches, des substances chimiques nocives s'accumulent sur les axes routiers. Les crues soudaines peuvent rapidement emporter ces contaminants dans les cours d'eau, par le biais du lessivage des sols. Cela est susceptible d'entraîner des épisodes de pollution, qui perturbent la biodiversité. L'apport excessif d'eau pluviales dans les réseaux cause également des problèmes pour l'évacuation des eaux usées. Effectivement, cette surcharge oblige les stations d'épuration à déverser leurs effluents un tête, par by-pass, directement dans le milieu naturel. La capacité épuratoire du milieu aquatique et le phénomène de dilution ayant leurs limites, un problème de pollution des cours d'eau se pose.

#### Cours d'eau aux États-Unis d'Amérique
Les effets du changement climatique sur les rivières et l'approvisionnement en eau aux États-Unis diffèrent d'une région à l'autre :
- Nord-est et Midwest : l'augmentation des fortes précipitations entraîne une quantité accrue de polluants dans les rivières. De nouveaux traitements sont nécessaires.

- Régions côtières et insulaires : le phénomène du biseau salé se produit, c'est-à-dire que l'eau salée peut pénétrer dans les réserves d'eau douce, en raison de l'élévation du niveau de la mer. Cela a un impact sur l'écosystème fluvial, les habitats naturels et met en péril les réserves d'eau potable.

- Sud-ouest et ouest : au cours des cinquante dernières années, le sud-ouest et l'ouest américain ont connu une diminution des précipitations et des sécheresses plus longues. Cette tendance devrait se poursuivre et s'intensifier au cours du siècle prochain. Une étude réalisée en 2023 a révélé que sur le début du XXIe siècle, le changement climatique a entraîné la perte de plus de 10 000 milliards de gallons d'eau dans le bassin du fleuve Colorado.

- Nord-Ouest : cette région dépend principalement de la fonte des neiges pour alimenter les cours d'eau en fin de printemps et en été, lorsque les précipitations sont généralement faibles dans la région. L'augmentation des températures menace ce stockage naturel et modifie les dynamiques de ruissellement ainsi que la quantité d'eau disponible dans les masses d'eau. Cela pose des problèmes pour la production d'énergie avec les centrales hydroélectriques[59].

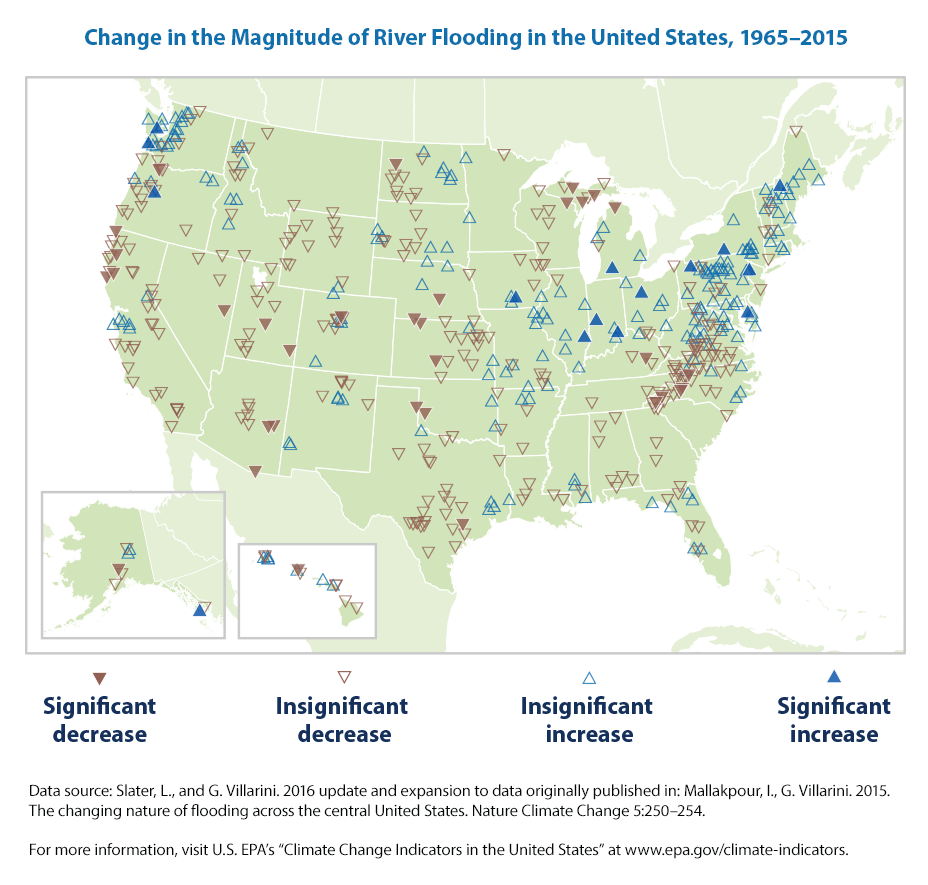
Variation des tendances d'inondations pour les rivières américaines (1965-2015)

### Lacs
Le réchauffement climatique a pour conséquence une diminution de la concentration en oxygène dissous dans les lacs. Depuis 1980, les niveaux d’oxygène ont diminué de 5,5% dans les eaux de surface et de 18,6 % dans les eaux profondes. Ce déclin est est trois à neuf fois plus rapide que dans les océans,,. Cette baisse globale d’oxygène dissous dans les lacs a un impact direct sur les écosystèmes. Il y a un risque accru d'eutrophisation du milieu et d'émissions de gaz à effet de serre. De plus, l'habitat devient inapproprié pour de nombreuses espèces,.
Le réchauffement climatique est également à mettre en cause dans l'assèchement des étendues d'eau. Selon une étude publiée dans la revue Science, la quantité d'eau diminue dans plus de la moitié des lacs et réservoirs du monde. D'autres facteurs, conjointement au changement climatique, sont responsables de la disparition des lacs, tels que l'agriculture, l'industrie et la production électrique,,.

Vue du lac de Montbel, partiellement asséché, au pied des Pyrénées, le 15 mars 2023.

## Nappes d'eau souterraines
Selon l'évolution climatique à l’horizon 2100, les modèles simulent une hausse du niveau des nappes d’eau souterraines sur 33 % à 42 % des régions du monde, et une baisse du niveau des nappes sur 26 % à 37 % des régions. Ainsi, 31 % à 43 % de la population mondiale en 2100 pourrait être affectée par l'évolution du niveau des nappes. La majorité, soit 29 % à 40 % de la population, serait plus fréquemment confrontée à des problèmes de pénurie d'eau. A l'inverse, 1,7 % à 2,2 % de la population mondiale verrait sa ressource en eau augmenter, entraînant un risque accru d’inondations,,.

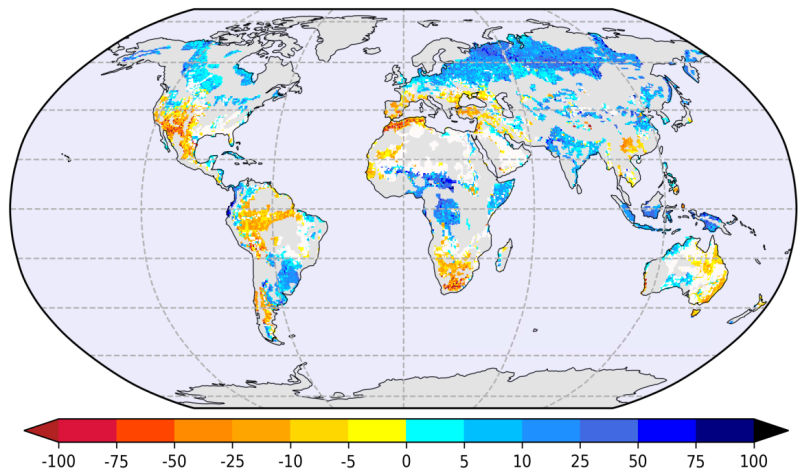
Évolution simulées de la profondeur des nappes d’eau souterraines (en %) entre la période historique (1985-2014) et la fin du 21e siècle (2071-2100) dans le scénario SSP370 mis en place pour le 6e rapport du GIEC. Les régions bleues et rouges correspondent à une hausse ou une baisse du niveau des nappes, respectivement. Les régions blanches correspondent aux zones où les changements simulés ne sont pas statistiquement significatifs à un niveau de confiance de 95 %.

Le changement climatique n'affecte pas seulement la quantité des eaux souterraines, mais aussi leur qualité. L'élévation du niveau de la mer peut entraîner l'intrusion d'eau salée dans les aquifères côtiers, ce qui donne lieu à la formation d'un biseau salé. Une fois que l'eau salée s'est infiltrée dans un système d'eau douce, il est difficile de faire marche arrière, les sources d'eau potable sont contaminées,.
Le changement climatique aura également des impacts indirects sur la ressource en eau souterraine, avec par exemple :
- l'augmentation des volumes prélevés pour la consommation domestique, particulièrement pendant les périodes de sécheresse ;
- l'augmentation des prélèvements pour l’irrigation, afin de subvenir aux besoins croissant des cultures ;
- l'augmentation des prélèvements d’eau souterraine induite par la diminution des ressources disponibles en surface[71].

## Fonte des glaciers et diminution du manteau neigeux
Le réchauffement climatique influence particulièrement le retrait des glaciers et la diminution de la couverture neigeuse. L'augmentation des températures entraînera une fonte précoce du manteau neigeux, des ruissellements plus tôt dans la saison et des précipitations plus importantes au détriment de la neige.
En moyenne, à travers le monde, la masse des glaciers a diminué au plus tard depuis les années 1970 (voire depuis les années 1950), ce qui a contribué à l'élévation du niveau de la mer. L'épaisseur des glaciers se réduit d'environ un mètre par an.

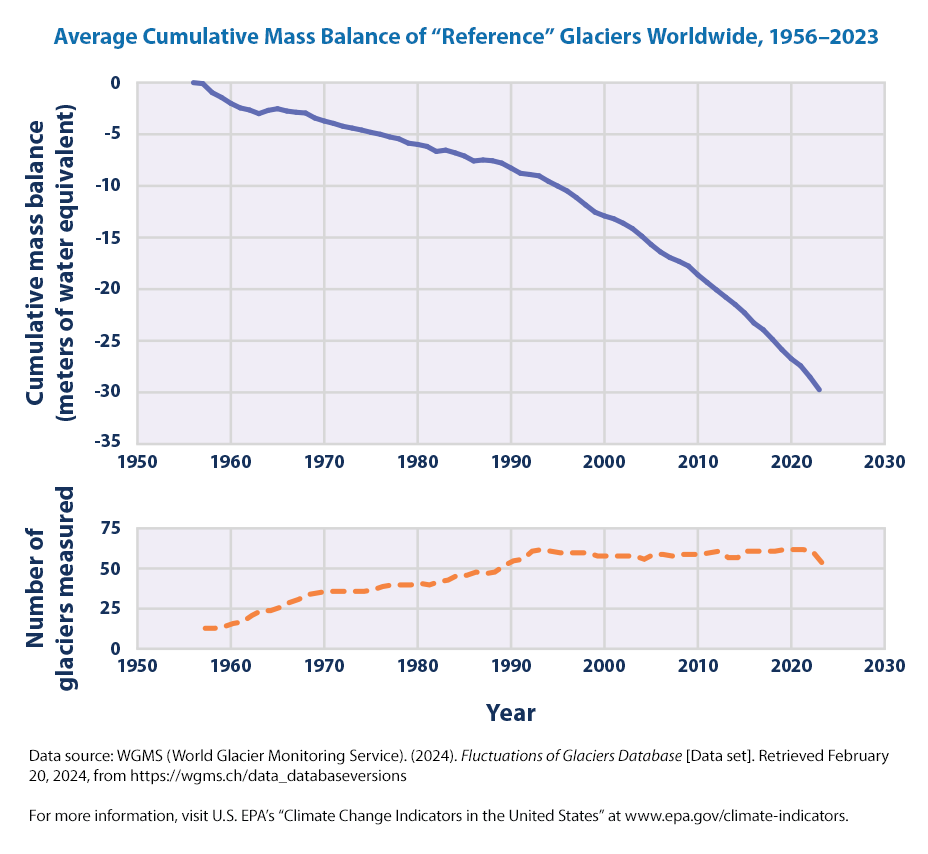
Variation du bilan de masse cumulatif d'un ensemble de glaciers « de référence » dans le monde à partir de 1956.

Prises de vues à différentes époques témoignant de la fonte du glacier d'Argentière entre 1919 et 2019

La fonte des glaciers pose le problème de l'approvisionnement en eau douce. Elle va également augmenter les risques de catastrophe naturelles.

### Alpes européennes
Entre 1850 et 2000, les glaciers des Alpes européennes ont perdu entre 30 et 40 % de leur superficie. Ils ont perdu 70 % de leur volume depuis 1850, dont 10 à 20 % depuis 1980.

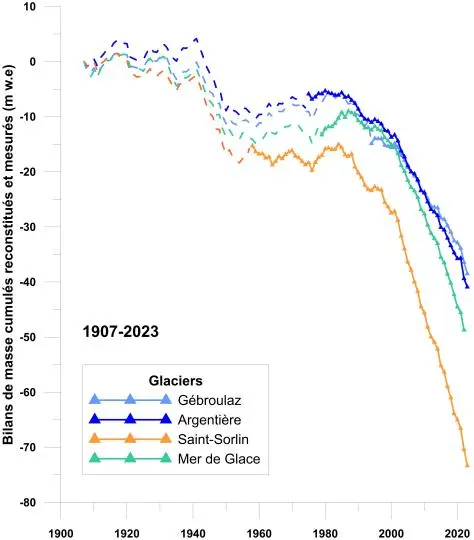
Bilan de masse de quatre glaciers tempérés des Alpes françaises (1907-2023)

Une baisse générale de l’équivalent en eau du manteau neigeux dans les Alpes, fortement marquée au printemps, est observée au cours du 20e siècle. Elle est notamment due à l’augmentation des températures de l’air et à la stabilité de la quantité de précipitations. Depuis les années 1950, la durée du manteau neigeux est en diminution, à toutes les altitudes.
Les Alpes ont perdu près d’un mois d’enneigement au cours des 50 dernières années. Le manteau neigeux tend à se constituer plus tard en hiver, quelle que soit l’altitude.
Selon les projections de Météo-France, à horizon 2050, l’enneigement serait réduit de plusieurs semaines et le manteau neigeux aura perdu 10 à 40 % de son épaisseur, en moyenne montagne. Cette tendance ne devrait toutefois pas empêcher de fortes variations d’enneigement d’une année sur l’autre.
L’augmentation des précipitations intenses, le dégel du pergélisol et la fonte des glaciers sont susceptibles d’accroître l’érosion, les glissements de terrain et les éboulements. Cela engendre également un accroissement du transport de matériaux solides par les cours d’eau. Ce qui a pour effet de modifier les caractéristiques d’écoulement et la morphologie du lit. Des impacts négatifs sont à envisager sur la prévention des inondations, les centrales hydroélectriques et la biodiversité.

### Massif pyrénéen
Dans les Pyrénées, le glacier d’Ossoue a perdu 64 % de sa surface entre 1924 et 2019.

### Massif himalayen
De nombreux glaciers himalayen ont vu leur superficie reculer de 20 à 47 % depuis 2000. Une disparition de 50 % du volume des glaciers est à prévoir d'ici 2050.

### Régions polaires
L’augmentation de la température de l’air est responsable de la fonte des glaces. Aux pôles, cet air se réchauffe plus rapidement qu’ailleurs, notamment en raison de la forte concentration de gaz à effet de serre. Cependant, un second phénomène joue un rôle important dans la fonte des glaces : les courants océaniques.

#### Arctique
L'étendue de la glace de mer en Arctique se rétrécit à un taux de 12,2 % par décennie, par rapport à sa superficie moyenne au cours de la période allant de 1981 à 2010,.
Dans le rapport sur l’Arctique de 2020, les experts ont indiqué que la moyenne de la superficie minimale de la glace a diminué successivement :
- 6,85 millions de kilomètres carrés  pour 1979-1992 ;
- 6,13 millions de kilomètres carrés pour la période 1993-2006 ;
- 4,44 millions de kilomètres carrés pour la période 2007-2020[85].

En septembre 2012, la glace de mer arctique a atteint la plus faible étendue jamais enregistrée, avec une réduction de 44 % par rapport à la moyenne de 1981 à 2010 pour ce mois. Cette tendance à la baisse a été observée pour tous les mois au cours des dernières décennies. Depuis 1979, la durée de la saison de fonte des glaces dans l'Arctique a augmenté de 37 jours. En moyenne, la glace commence à fondre sept jours plus tôt et se regèle 30 jours plus tard qu'auparavant.

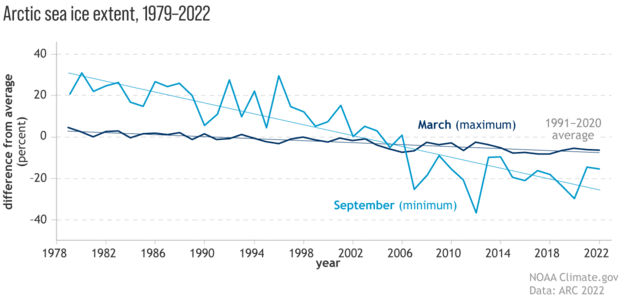
Différence en pourcentage par rapport à l’étendue moyenne de la glace dans l’Arctique au minimum estival, septembre (bleu clair) et au maximum hivernal de chaque année, mars (bleu foncé), entre 1979 et 2022. La surface de glace diminue 5 fois plus vite en été qu’en hiver.

#### Antarctique
L'étendue de la plate-forme de glace en Antarctique varie beaucoup d'une année à l'autre. Cela complique la détermination d'une tendance. Les variations depuis 1979, date de début des mesures satellitaires, sont restées relativement stables. Entre 2015 et 2023, un déclin de la calotte glacière est observé, mais en raison de la forte variabilité, ce phénomène n'est pas significatif. Cette dynamique contraste avec celle de la banquise Arctique, qui a montré une tendance à la baisse,.

## Impacts sous-jacents de la perturbation du cycle de l'eau
L'intensification du cycle de l’eau va augmenter la variabilité hydrologique et aura donc un impact profond sur la gestion de l’eau et sur les décisions d’investissement.

### Incidence du changement climatique sur le stress hydrique à l’avenir
D'après le rapport du GIEC, Le changement climatique et l'eau, le stress hydrique devrait diminuer d’ici les années 2050 sur 20 à 29 % des terres émergées du globe, et augmenter sur 62 à 76 % de cette surface,. Il est prévu que 38 % de la population mondiale sera exposée au stress hydrique en 2025, contre 9 % en 2008.
La diminution du stress hydrique dans certaines régions est principalement due à l'augmentation des précipitations, offrant ainsi une plus grande disponibilité en eau. Cependant, un stress hydrique plus important dans d'autres régions du monde est principalement le fait de l’accroissement des prélèvements d’eau,.

### Impacts socio-économiques
Le changement climatique entraîne des coûts supplémentaires pour la potabilisation et la distribution de l'eau. La variation des niveaux d'eau disponible est mise en cause. De même, l’augmentation de la température des masses d'eau peut favoriser le développement de germes et de bactéries. En cas de contamination, les processus de désinfection actuels pourraient devenir inadaptés. Dès lors, des travaux de réhabilitation coûteux sont donc à prévoir.
L'appauvrissement des ressources en eau pour l'irrigation va entraîner une diminution des revenus des agriculteurs dans certaines régions du globe. Pour un aquifère situé au Texas, une diminution des revenus nets des agriculteurs de 16 à 30 % est prévue d'ici aux années 2030. De plus, en Chine, le stress hydrique dans la vallée du fleuve Huang He va entraîner des coûts supplémentaires pour l'irrigation dans les années à venir.